# Clinoch di Alt Clut
Clinoch, conosciuto anche come Cedic e Clynog (fl. VI secolo), regnò sull'Alt Clut (odierno Dumbarton Rock), in Scozia, forse attorno alla prima metà del VI secolo.
Secondo le Harleian genealogies, era figlio di Dumnagual Hen, suo predecessore, e padre di Tutagual, suo probabile successore.